# Eckmannsdorf

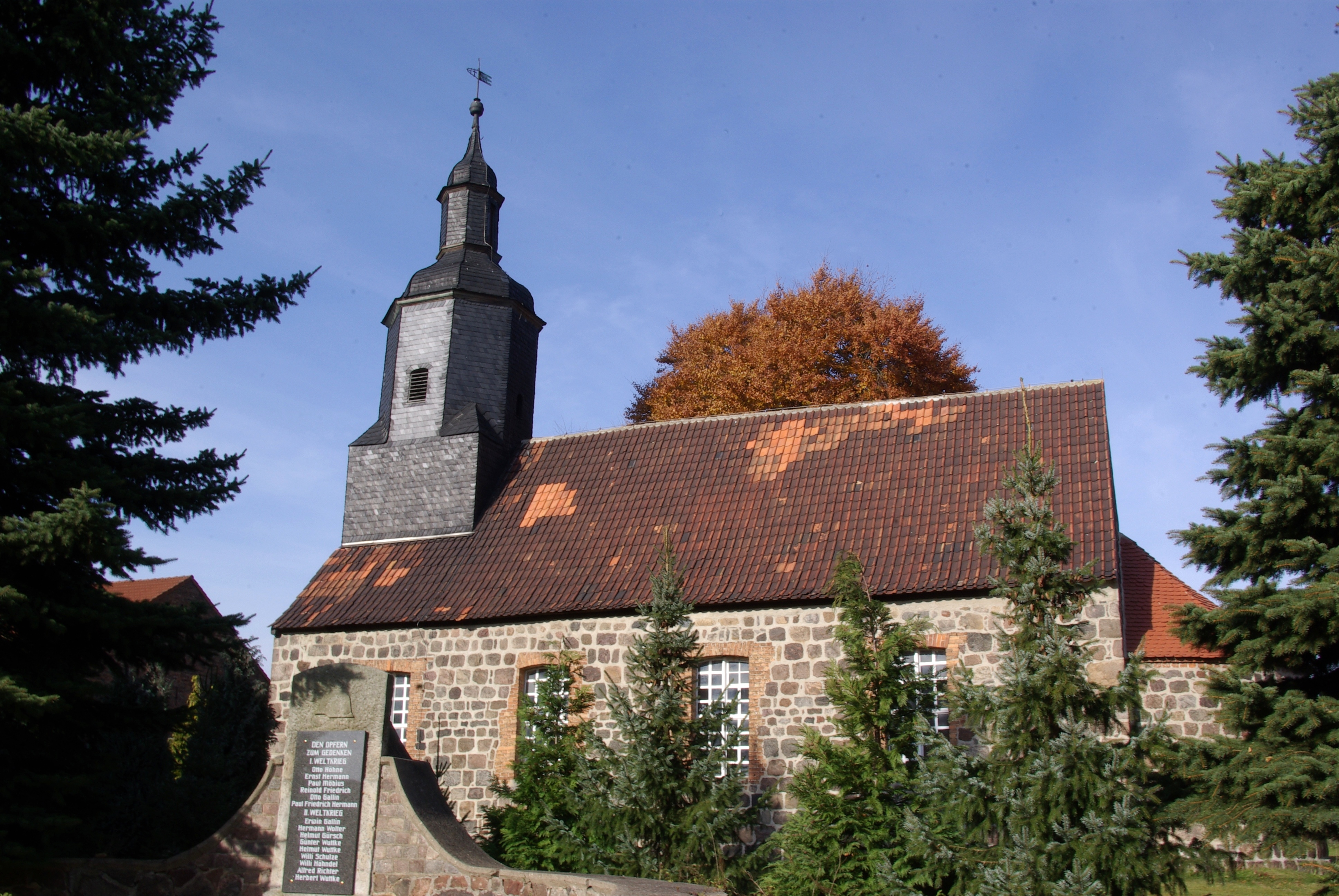
Dorfkirche Eckmannsdorf

Eckmannsdorf ist ein Ortsteil der Gemeinde Niedergörsdorf im Landkreis Teltow-Fläming im Bundesland Brandenburg.

## Geschichte
Die Entstehung des erstmals 1354 als Ekkerstorf erwähnten Ortes ist unbekannt. Die heute noch erhaltene Kirche wurde in der ersten Hälfte des 13. Jahrhunderts erbaut. Durch Eckmannsdorf führte die Straße von Jüterbog nach Zerbst. Aus diesem Grund befand sich hier eine Zollstation der sächsischen Kurfürsten.
Die Gemeinde Eckmannsdorf wurde am 1. Juli 1950 nach Danna eingemeindet.

## Der Ort
Eckmannsdorf liegt 15 Kilometer westlich von Jüterbog und 7 Kilometer westlich von Niedergörsdorf. Die Nachbarorte sind Lindow, Malterhausen, Kaltenborn, Blönsdorf, Kurzlipsdorf und Danna. Der Ort erstreckt sich als Straßendorf in Ost-West-Richtung. An beiden Enden wird die Dorfstraße platzähnlich erweitert. Die Dorfkirche befindet sich im Osten des Ortes, nördlich der Straße. In der Nähe der Kirche befindet sich auch der Dorfteich. Die Baustruktur des Dorfes wurde im Laufe der Jahrhunderte stark verändert, die Fachwerkhäuser sind teilweise durch Sichtziegelhäuser ersetzt worden. 
Der Ort ist landwirtschaftlich geprägt. 

## Baudenkmale

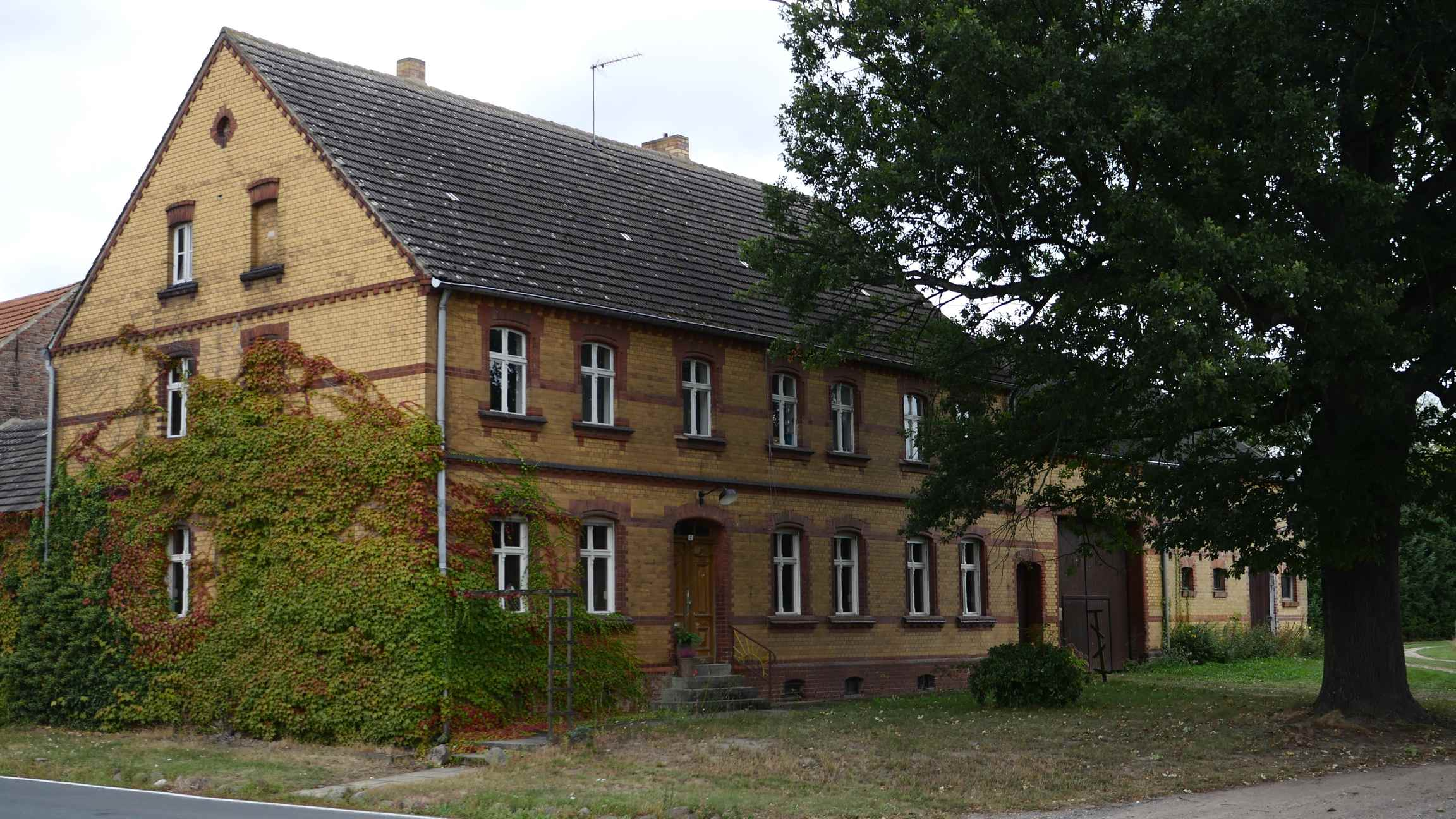
Denkmalgeschützter Vierseithof Eckmannsdorf 7, Baujahr 1911

In Eckmannsdorf sind die Dorfkirche, ein Gehöft und ein Wohnhaus als Baudenkmale in die Denkmalliste eingetragen.
Die Dorfkirche wurde zu Beginn des 13. Jahrhunderts erbaut. Es ist ein romanischer Saalbau mit einer halbrunden Apsis. Errichtet wurde die Kirche aus Feldsteinquadern. Im Jahre 1696 wurde der Fachwerkturm hinzugefügt, er ist jetzt verschiefert. Der Turm ist unten quadratisch, in der Mitte hat er einen achteckigen Grundriss. Darüber befindet sich eine geschweifte Haube mit einer Laterne. Der Turm wurde 1790 erneuert, die Kirche im Jahr 1835. Eine weitere Renovierung fand von 1974 bis 1975 statt, dabei wurden wesentliche Teile der Ausstattung beseitigt. So sind von der Ausstattung nur ein Altarkruzifix und die Glocke aus dem Mittelalter erhalten.
Das Gehöft Eckmannsdorf 7 wurde 1911 errichtet. Der Hof liegt im westlichen Teil des Dorfes an der platzähnlichen Erweiterung. Es ist ein Vierseithof mit einem zweigeschossigen Wohnhaus. Das Haus hat sieben Achsen und wurde aus gelben Ziegeln errichtet. Rechts neben dem Haus befindet sich das Torhaus. Weiter besteht der Hof aus einem Schweinestall, einer Scheune und einem Kuhstall.
Das Haus Eckmannsdorf 12 ist Teil eines Gehöft. Zum Haus gehört noch ein Torhaus. Erbaut wurde beides im Jahr 1877 (Inschrift). Die Fassade aus der Bauzeit ist erhalten geblieben. 

## Persönlichkeiten
Alfred Bogen wurde am 18. Juni 1855 in Eckmannsdorf geboren. Er war Lehrer und bildete selber Lehrer aus, u. a. in Berlin. Er leitete ab 1931 das Museum für Naturkunde und Vorgeschichte in Magdeburg.